# Красне (Берестинський район)
Красне — село в Україні, у Берестинському районі Харківської області. Населення становить 866 осіб. Орган місцевого самоврядування — Красненська сільська рада. До 2025 року було селищем.
Після ліквідації Кегичівського району 19 липня 2020 року село увійшло до Красноградського (Берестинського) району.

## Географія
Селище Красне розташоване на відстані 3 км від річки Багата, примикає до селища Вільне, на відстані 3 км розташоване село Калинівка, за 4 км — селище Кегичівка. Поруч із селищем проходить залізниця, станція Вільний. По селищу протікає пересихаючий струмок з загатами.

## Історія
- 1920 — засноване як село Червоноармійське.
- 1930 — перейменоване на селище Красне.
- 2025 — віднесене до категорії сіл

## Економіка
- Машинно-тракторні майстерні.
- Агрофірма «Сади України».

## Об'єкти соціальної сфери
- Спортивний майданчик і стадіон.